# أيرون ديفيس
أيرون ديفيس (بالإنجليزية: Iron Davis) هو لاعب كرة قاعدة أمريكي، ولد في 9 مارس 1890 في لانكاستر في الولايات المتحدة، وتوفي في 4 يونيو 1961 في بوفالو في الولايات المتحدة بسبب شنق.

## وصلات خارجية
- أيرون ديفيس على موقعبيزبول رفرنس.كوم (الدوري الرئيسي) (الإنجليزية)
- أيرون ديفيس على موقعبيزبول رفرنس.كوم (الدوري الثانوي) (الإنجليزية)
- أيرون ديفيس على موقع جمعية أبحاث البيسبول الأمريكية (الإنجليزية)
- أيرون ديفيس على موقع مشجعي الرسوم البيانية (الإنجليزية)